# Trochiscus
Trochiscus es un género de plantas fanerógamas de la familia Brassicaceae. Comprende dos especies. 
Está considerado un sinónimo del género Rorippa Scop.

## Especies seleccionadas
- Trochiscus cochlearioides
- Trochiscus macrocarpus